# Sysmin
Il Sysmin  è un meccanismo di stabilizzazione dei proventi derivanti dalle esportazioni dei paesi ACP.
Se i proventi dell'esportazione di un prodotto minerario scendono sotto la media presa a riferimento, la Comunità Europea provvede ad un contributo con lo scopo di ricreare equilibrio, questo aiuto è soggetto a rimborso, secondo quanto prescritto dalla Convenzione di Lomé.
I paesi che hanno diritto a questo sistema devono ricavare almeno il 15% dei loro proventi totali dall'esportazione di beni minerari.